# Municipio de Cedar (condado de Martin)
El municipio de Cedar (en inglés: Cedar Township) es un municipio ubicado en el condado de Martin en el estado estadounidense de Minnesota. En el año 2010 tenía una población de 223 habitantes y una densidad poblacional de 2,41 personas por km².

## Geografía
El municipio de Cedar se encuentra ubicado en las coordenadas 43°47′52″N 94°48′16″O / 43.79778, -94.80444. Según la Oficina del Censo de los Estados Unidos, el municipio tiene una superficie total de 92.65 km², de la cual 89,9 km² corresponden a tierra firme y (2,96 %) 2,74 km² es agua.

## Demografía
Según el censo de 2010, había 223 personas residiendo en el municipio de Cedar. La densidad de población era de 2,41 hab./km². De los 223 habitantes, el municipio de Cedar estaba compuesto por el 99,1 % blancos, el 0,45 % eran asiáticos y el 0,45 % eran de una mezcla de razas. Del total de la población el 0,9 % eran hispanos o latinos de cualquier raza.